# USS Stickleback (SS-415)
USS Stickleback (SS-415) byla ponorka třídy Balao, pojmenovaná podle koljušky, drobné bezšupinaté ryby.

## Stavba
Kýl byl založen 1. března 1944 v loděnici Mare Island Navy Yard v kalifornském Valleju. Pojmenována a na vodu spuštěna byla 1. ledna 1945, do služby byla přijata 29. března 1945.

## Druhá světová válka
Kompletně vystrojená Stickleback vyplula 26. května na cvičnou plavbu u kalifornského pobřeží. Od 21. června byla podřízena Velitelství ponorek Pacifické flotily. V Pearl Harboru byla moderněji vybavena a 2. srpna připlula na Guam, kde v dalších dnech prováděla cvičné plavby. Na první misi vyplula 6. srpna do Japonského moře, kam následujícího týdne dorazila. Mezitím však byly shozeny atomové bomby Hirošimu a Nagasaki a očekával se brzký konec války.
Stickleback byla v cílové oblasti pouhé dva dni, když byl vydán rozkaz k zastavení bojů. V oblasti zůstala a 21. srpna spatřila dva bambusové vory s 19 přeživšími z nákladní lodi, kterou před deseti dny poslala ke dnu USS Jallao (SS-368). Vzali je na palubu, poskytli jim vodu, jídlo, lékařskou péči a po osmnácti hodinách je vysadili na dohled od japonských ostrovů.
Stickleback se vrátila na Guam 9. září a příštího dne se vydala do Spojených států. Do San Francisca připlula 28. září v sestavě Třetí flotily admirála Williama F. Halseyho. Ponorka se zúčastnila oslav Dne námořnictva a 2. ledna 1946 odplula do Pearl Harboru. Ze služby byla vyřazena 26. června 1946 na Mare Islandu a zařazena do Pacifické rezervní flotily.

## Korejská válka
Do služby byla Stickleback opětně přijata 6. září 1946 a sloužila v San Diegu jako cvičná loď, než byla 6. listopadu 1952 odeslána do Mare Island Naval Shipyard k instalaci šnorchlu v rámci programu GUPPY IIA (Greater Underwater Propulsion Power Program). Zpět na moři byla 26. června 1953 v sestavě Submarine Squadron 7 v Pearl Harboru. Stickleback podporovala síly Organizace spojených národů v Koreji od ledna do července 1954, kdy se vrátila do Pearl Harboru.

## V další službě
Následující čtyři roky se účastnila cvičných operací a zdokonalování obranné i útočné taktiky. Společně s doprovodným torpédoborcem USS Silverstein (DE-534) a člunem pro sledování torpéd se 28. května 1958 na Havaji účastnila nácviku protiponorkového boje. Cvičení pokračovalo do rána následujícího dne, kdy ponorka dokončila simulovaný torpédový útok na
Silverstein. Při ponoru do bezpečné hloubky ponorka ztratila výkon a ocitla se asi 180 m před doprovodným torpédoborcem. Silverstein dal zpětný chod a ve snaze vyhnout se srážce stočil kormidlo ostře doleva, ale ponorku zasáhl na levoboku.
Posádku ponorky vzal na palubu člun pro sledování torpéd. USS Sabalo (SS-302), USS Sturtevant (DE-239) a USS Greenlet (ASR-10) se společně pokoušely postiženou ponorku zachránit. Záchranná plavidla se shromáždila okolo, avšak postupně se zaplavovalo oddělení za oddělením a v 18:57 29. května 1958 se Stickleback potopila do hloubky 3 300 m.
Z námořního registru byla vyškrtnuta 30. června 1958.
Stickleback byla jednou ze čtyř ponorek amerického námořnictva ztracených po skončení druhé světové války. Dalšími byly USS Cochino (SS-345), USS Thresher (SSN-593) a USS Scorpion (SSN-589).
V březnu 2020 byly zveřejněny sonarové snímky vraku, rozlomen na dvě části leží v hloubce 3 336 m.

## Vyznamenání
- Asiatic-Pacific Campaign Medal
- World War II Victory Medal
- Navy Occupation Medal se sponou ASIA
- National Defense Service Medal
- Korean Service Medal
- United Nations Service Medal